# Бруншвайлер, Бенедикт
Бенедикт Бруншвайлер (Eduard Benedek Brunschweiler, 1910, Швейцария — 1987, ЮАР) — швейцарский предприниматель, праведник мира. На последнем этапе Второй мировой войны, действуя от имени Красного Креста в Венгрии, заведовал аббатством Паннонхальма, где укрывал беженцев, в том числе евреев.

## Биография
Бенедикт Бруншвайлер родился в 1910 году в Швейцарии. Занимался текстильным бизнесом. Он работал в Венгрии с 1935 года. С октября 1944 по январь 1945 был представителем Красного креста в аббатстве Паннонхальма, где спас сотни евреев от депортации в лагеря смерти.
В 1946 году уехал из Венгрии в США, а в 1950-м — в Южную Африку. Работал в текстильной промышленности. Был активным оппонентом расистского режима ЮАР. В возрасте 77 лет умер в Южной Африке.

## Подвиг
В октябре 1944 года был назначен в аббатство Паннохальма Красным Крестом с миссией одновременно сохранить его исторические здания от разрушения и дать в их стенах укрытие беженцам. Бруншвайлеру удалось договориться о нейтральном статусе аббатства с немцами и венграми несмотря на то, что оно находилось прямо на линии соприкосновения с советскими войсками. Он получил инструкции предоставлять убежище еврейским детям, но с рядом ограничений: как количественных, так и качественных, например, следовало отказывать «политическим фигурам», мужчинам и мальчикам старше 14 лет. Однако монахи нередко закрывали глаза на эти критерии. Когда Красная Армия взяла аббатство под свой контроль в апреле 1945 года, в его стенах скрывались около 3000 человек. Бруншвайлер и Красный Крест были высланы из Паннонхальмы.

## Память
- В 2001 венгерский режиссёр Сильвестер Шиклоши[венг.] снял документальный фильм «Мой замок, мой приют» (венг. Menedéket adó váram)[3][4].
- 17 октября 2006 мемориальная доска в память Бруншвайлера была открыта в аббатстве[5].
- 31 марта 2009 посол Израиля в Венгрии вручил действующему аббату награду, посмертно признающую Бруншвейлера праведником народов мира за его действия по предоставлению убежища беженцам[6][7].